# Protea rupestris
Protea rupestris (лат.) — дерево, вид рода Протея (Protea) семейства Протейные (Proteaceae).

## Таксономия
Вид был описан в 1914 году британским ботаником Робертом Элиасом Фрисом.

## Ботаническое описание
Protea rupestris — дерево с редкими ветвями высотой 10 м. Растение однодомное, в каждом цветке представлены представители обоих полов. Цветёт с мая по декабрь.

## Распространение и местообитание
Эта протея встречается в Малави, Мозамбике, Анголе и Танзании. Растение растёт в открытых лесах и горных лугах на высоте от 1200 до 1950 м над уровнем моря.

## Биология
Лесные пожары уничтожает дерево, но семена сохраняются. Семена высвобождаются через 9-12 месяцев после цветения и разносятся ветром. После рассеивания семена просто лежат на земле, пока огонь и дожди не создадут наилучшие условия для прорастания. Опыление происходит благодаря птицам.

## Охранный статус
Хотя вид встречается в широком ареале, он относительно неизвестен и считается редким. 